# Jean Cocteau
Jean Maurice Eugène Clément Cocteau (wym. /ʒɑ̃ kɔkto/) (ur. 5 lipca 1889 w Maisons-Laffitte, zm. 11 października 1963 w Milly-la-Forêt) – francuski poeta, dramaturg, reżyser filmowy, scenarzysta, malarz, a także choreograf sceniczny i menedżer bokserski.
W jego sztuce odbijają się wpływy futuryzmu, kubizmu, dadaizmu, surrealizmu, a także poezji metafizycznej. Jako jeden z pierwszych zrealizował pełną wizję surrealizmu w filmie. Spopularyzował wątki mitologiczne w sztuce XX wieku. O sobie mówił: „Jestem kłamstwem, które zawsze mówi prawdę”.

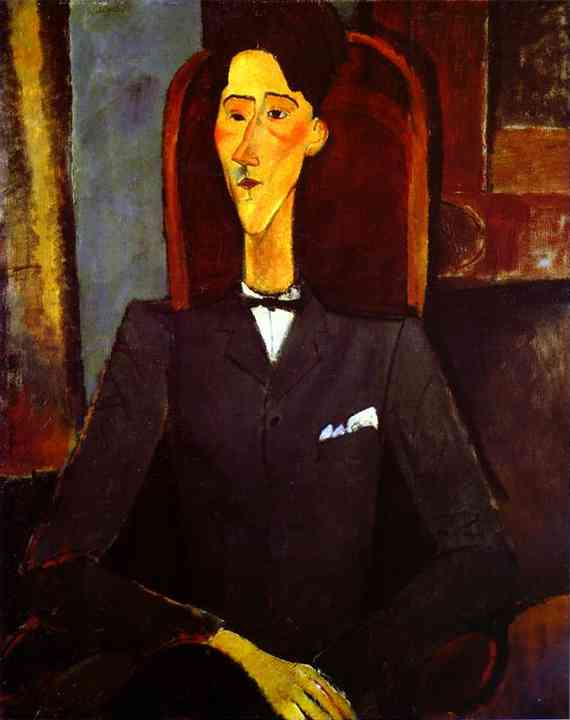
Portret Jeana Cocteau pędzla Amedea Modiglianiego

## Życiorys
Urodził się w rodzinie mieszczańskiej (jego ojciec był prawnikiem). Od najmłodszych lat przejawiał wielką nadwrażliwość dla otaczającej przyrody i doznań estetycznych. Już w latach szkolnych interesował się sztuką: pisał i rysował, co stało się główną formą wypowiedzi w jego artystycznej twórczości. Dzięki dziadkowi interesował się też muzyką. Jego ojciec, Georges Cocteau, popełnił samobójstwo. Pomimo że Jean nie miał wtedy jeszcze 9 lat, obraz krwi i śmierci będzie powracał w jego dziełach (L’aigle à deux têtes, Le testament d’Orphée, L’sang d’un poete). Dorastał więc jedynie z matką. W swoim pokoju spędzał nieraz całe godziny na improwizowaniu w swoim teatrzyku lub na wykonywaniu dekoracji. Oglądał liczne występy teatralne i cyrkowe, gdzie twarzą w twarz stawał z pięknem iluzji i zabawy. Wczesna choroba oczu z pewnością pozostawiła piętno na jego osobowości.

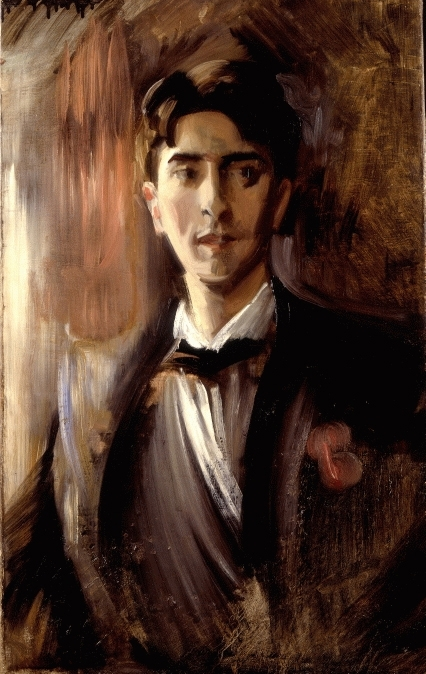
Federico de Madrazo: Portret Jeana Cocteau z lat 1910-1912

Zadebiutował w lutym 1909 roku tomikiem poezji Lampa Alladyna (La lampe d’Aladin). Osiągnięty w młodym wieku sukces szybko otworzył mu drzwi do artystycznego świata. Obracał się w kręgu wielu ważnych twórców kształtujących sztukę pierwszej połowy XX wieku. Byli nimi m.in. Amedeo Modigliani, Pablo Picasso, Marcel Proust, Coco Chanel, Igor Strawinski. Pomógł Raymondowi Radiguet w jego debiucie literackim (Opętanie). Z młodym pisarzem utrzymywał zażyłe stosunki (byli przez pewien czas kochankami), aż do jego przedwczesnej śmierci w 1923, którą Jean Cocteau ciężko przeżył.
W 1930 r. miał romans z księżniczką Natalie Paley (morganatyczną córką księcia Romanowa), która zaszła z nim w ciążę. Pomimo protestów Cocteau Paley podjęła decyzję o usunięciu ciąży.
Na skutek uzależnienia od opium kilkukrotnie przebywał na kuracji. Podczas jednej z nich napisał w przeciągu siedemnastu dni utwór Straszne dzieci, a także Opium – dziennik z kuracji, którego publikacja wzbudziła wówczas silne kontrowersje. Szybko dostrzegł możliwości jakie niesie ze sobą film. Ukazał je w pełni w filmie Krew poety (Le sang d’un poete), nakręconym w 1930 r. i otwierającym nowy etap jego twórczości. Do końca życia pisał, ale film stał się jego głównym medium.
W latach 30. poeta odkrył młodego i wyjątkowego aktora Jeana Marais, któremu powierzał główne role w swych kolejnych filmach (Orfeusz, Piękna i Bestia, Wieczny powrót). Od roku 1937 aż do śmierci poety pozostawali oni w bardzo silnej zażyłości. Jean Marais wspomina w swojej biografii (Opowieści z mego życia), że Cocteau był najważniejszą osobą w jego życiu. W książce tej autor umieścił liczne wiersze poety, które ten pisał do niego w okresie, gdy mieszkali razem.
W 1940 roku powstał jednoaktowy utwór sceniczny Le bel indifférent (wystawiany w Polsce pod nazwą „Mężczyzna” lub „Piękny i obojętny”), napisany przez poetę dla obiecującej młodej pieśniarki Édith Piaf. Przedstawienie odniosło sukces.
Cocteau przez lata swojej aktywności artystycznej wzbudzał różne uczucia. Za swoje dzieła był przez publiczność (także krytyków) lubiany, częściej jednak obrażany. Dopiero, gdy w 1955 roku został przyjęty do grona członków Akademii Francuskiej, doceniono jego wkład w rozwój kultury i sztuki. Jego twórczość obejmowała nie tylko film i pisanie, był także twórcą fresków, ceramiki i biżuterii, którym poświęcił się pod koniec życia. Liczne szkice uzupełniały główny zawód Cocteau – poety – będąc często istotnym uzupełnieniem i inspiracją jego innych dzieł (np. rysunki do Opium, sceny z filmu Krew poety).
Przewodniczył obradom jury konkursu głównego na 6. (1953) oraz na 7. MFF w Cannes (1954). Zasiadał również w jury na 10. MFF w Cannes (1957).
Cocteau otwarcie przyznawał się do swojego homoseksualizmu, co w czasach przedwojennych należało do rzadkości (z seksuologicznego punktu widzenia był biseksualistą). O jego homoseksualnych skłonnościach świadczą jednak nie tylko osobiste związki pisarza z mężczyznami (Raymond Radiguet, Jean Marais, Henri Bernstein), lecz także wiele odniesień w jego dziełach: rysunkach utworach literackich (Le Livre Blanc) i filmowych; choć był również w kilku związkach z kobietami (Madeleine Carlier, Natalie Paley, niektórzy uważają, że także z Édith Piaf). Znane są jego publikacje i artykuły krytykujące homofobię.
W latach 20. i 30. XX w. Cocteau był menadżerem boksera „Panama” Ala Browna, z którym przez pewien czas pozostawał w związku. Miał duży udział w jego powrocie na ring.
Poeta umarł 11 października 1963 r. na atak serca po otrzymaniu wiadomości o zgonie swojej przyjaciółki – Édith Piaf, która zmarła dzień wcześniej (10 października 1963 r.). Jednak Jean Marais – wieloletni przyjaciel, partner i aktor filmów Cocteau – wspomina, że pisarza nie łączyła zbyt wielka zażyłość z Édith Piaf. Trudno więc jednoznacznie łączyć te dwa fakty.

## Grupa Sześciu

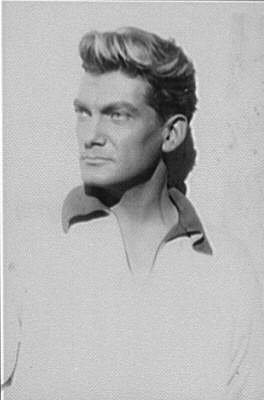
Jean Marais w 1949 r. Kadr z filmu Orfeusz

Kilkuosobowa grupa kompozytorów, przyjaciół z paryskiej dzielnicy Montparnasse, których w 1918 r. krytyk muzyczny Henri Collet określił mianem Grupy Sześciu – Les Six. Współtworzyli ją: Arthur Honegger, Germaine Tailleferre (jedyna kobieta w grupie), Georges Auric, Louis Durey, Darius Milhaud i Francis Poulenc; grupę wspierał Jean Cocteau (współtwórca niektórych dzieł), który wraz z Erikiem Satie był jej duchowym przewodnikiem i patronem.
W twórczości Sześciu charakterystyczne były takie formy jak: odrzucenie formalności, stosowanie banału i wulgaryzmów; przejawiali tendencje antywagneryzmu (odrzucenia patosu) oraz przełamywania zasad impresjonizmu w muzyce poważnej. Ich wspólne muzyczne dzieło to L'Album des Six z 1921 r. W tym samym roku zrealizowali też balet Młodzi małżonkowie z wieży Eiffla (Les Mariés de la Tour Eiffel), ze scenariuszem Cocteau i aranżacją muzyczną autorstwa: Milhaud, Aurica, Tailleferre’a, Honeggera i Poulenca. Przedstawienie było grane przez Balet Suédois w Paryżu. Cieszyło się dużą popularnością i nie schodziło z afisza do końca lat dwudziestych. Przyjmuje się, że umownym końcem istnienia grupy jest rok 1921 – później nie powstało już żadne dzieło pod ich wspólnym szyldem. Jedynie Auric współpracował w późniejszych latach z Cocteau: skomponował muzykę do większości jego filmów (Krew poety, Piękna i bestia), a także opatrzył wstępem jeden z tekstów pisarza (Kogut i arlekin. Zapiski wokół muzyki).
W 1917 Cocteau napisał scenariusz dla baletu Siergieja Diagilewa wystawionego pod nazwą Parada. Współtworzyli je z nim Erik Satie (kompozycja muzyczna) i Pablo Picasso (scenografia). Choć przedstawienie nie odniosło sukcesu, z czasem okrzyknięte zostało pierwszą pełną manifestacją idei kubizmu w sztuce. Innym dziełem muzycznym, w którym brał udział Cocteau jest oratorium Król Edyp, napisane dla Igora Strawinskiego w 1926 roku.

## Okres surrealistyczny

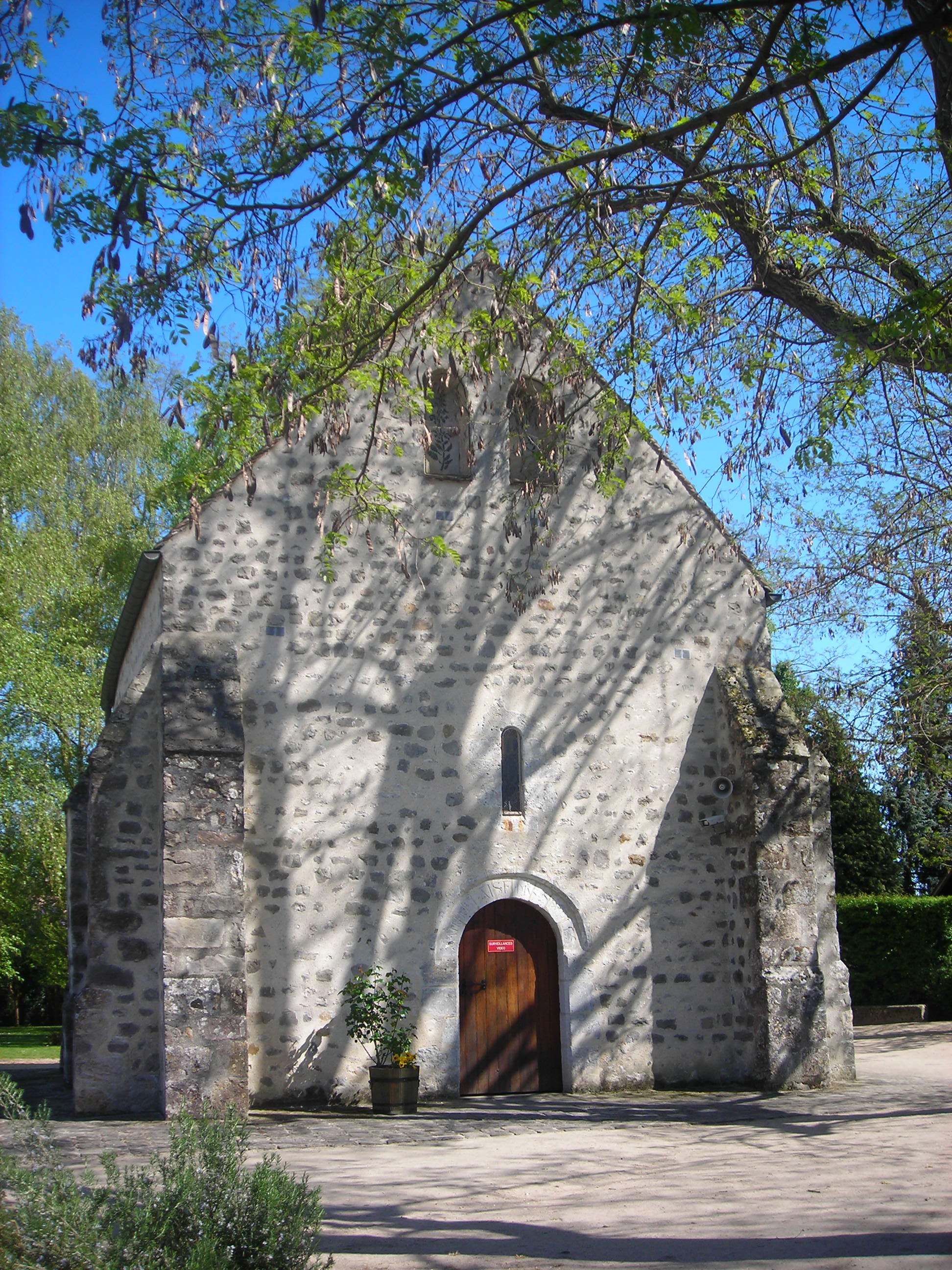
Kaplica w Milly-la-Forêt, w której pochowano Jeana Cocteau

Jean Cocteau w czasie I wojny światowej poznał poetę Guillaume’a Apollinaire’a, którego wiersze wywarły wpływ także na młodego twórcę. To właśnie Appollinaire jako pierwszy użył terminu surrealizm (w 1917 roku, w przedmowie do dramatu Les mamelles de Tirésias – Cycki Tejrezjasza), który w 1924 posłużył za nazwę dla powstającego ruchu artystów. Przyłączył się do niego także pewien poeta – Jean Cocteau. Jako artysta zaprzeczający zasadom rzeczywistości, zwracający uwagę na jej tajemnicę i niejednoznaczność, łatwo znalazł wspólny język z surrealistami, jak się jednak okazało na krótko. Szybko odszedł z ruchu, ograniczany zasadami surrealistów, a także ich aktywnością polityczną (André Breton, założyciel grupy, publicznie popierał komunizm). Surrealiści nigdy nie wybaczyli mu tego odejścia. Niemniej to właśnie film Jeana Cocteau – Krew poety (1930) uważać można dziś za reprezentatywne, obok Psa andaluzyjskiego Luisa Buñuela (1928) dzieło surrealizmu. Film oddaje atmosferę złudzeń i snu, balansując między światem iluzji a rzeczywistością.
Istotnym bodźcem pchającym Cocteau w świat surrealistycznej nierealności była twórczość literacka Raymonda Roussela. Mimo że pisarz ten nie zdobył sławy za swego życia, był entuzjastycznie cytowany w kręgach młodych pisarzy. To André Gide był tym, dzięki któremu Cocteau odkrył talent Roussela. Był zafascynowany autorem Locus Solus i Impresji afrykańskich, podobnie jak oddający nastrój jego dzieł surrealiści, choćby malarz René Magritte.

## Głos ludzki (La Voix humaine)
Głos ludzki – sztuka ta jest monodramem autorstwa Cocteau; stopniowo rozwija się w niej dramat porzucanej kobiety, która po raz ostatni rozmawia z mężczyzną, którego kocha. Cały utwór zawarty jest w trwającej ok. godziny rozmowie telefonicznej, w której to kobieta (jedyna na scenie) prowadzi dialog ze swym (niewidzialnym) kochankiem – ten informuje ją, że odchodzi od niej, by poślubić inną kobietę.
Była to sztuka innowacyjna pod względem formy, choć zarazem konserwatywna, co skłoniło w 1930 r. Komedię Francuską do jej wystawienia. Pierwotnie napisana została jako aria dla Berthe Bovy. We wstępie do utworu Cocteau zaznaczył, że inspiracją dla jej napisania były uwagi aktorek, które skarżyły się, że jego teksty – zdominowane przez scenariusz i reżysera – nie pozwalają im w pełni ukazać swych aktorskich umiejętności.
La voix humaine była także wynikiem konfrontacji Cocteau z pomysłami dramatopisarza Henri Bernsteina oraz prób dadaistów eksperymentujących nad efektami ludzkiego głosu.
Innymi odtwórczyniami roli w Głosie ludzkim były Simone Signoret (1964), Ingrid Bergman (film La voix humaine, 1966) i Liv Ullmann (sztuka teatralna). Dziełem Cocteau inspirował się Francis Poulenc w operze o tej samej nazwie, włoski reżyser Roberto Rossellini (aktorka Anna Magnani w filmie Miłość, 1948), a także Pedro Almodóvar (aktorka Tilda Swinton w filmie Ludzki głos, 2020).

## Wybrane dzieła

### Poezja
- 1909 Lampa Alladyna (La lampe d’Aladin)
- 1910 Le prince frivole
- 1912 La danse de Sophocle
- 1913 Les Vocalises
- 1914 Odes
- 1917 L’Ode à Picasso Embarcadères
- 1926 Anioł Heurtebise (L’Ange Heurtebise)
- 1926 Opéra

### Proza
- 1923 Tomasz Fantasta (Thomas l’imposteur), wydanie polskie 1994
- 1924 Potomak (Le Potomak)
- 1928 Biała książka (Le livre blanc)
- 1929 Straszne dzieci (Les enfants terribles)
- 1939 Koniec Potomaka (La Fin du Potomak)

### Twórczość teatralna
- 1917 Parada, balet z muzyką Erica Satie i scenografią P. Picasso
- 1921 Młodzi małżonkowie z wieży Eiffla (Mariés de la Tour Eiffel), muzyka Grupa Sześciu
- 1926 Orfeusz (Orphée), wydanie polskie 1933
- 1926 Król Edyp (Oedipus rex) oratorium
- 1930 Głos ludzki (La Voix humaine)
- 1932 Maszyna piekielna (La machine infernale)
- 1938 Straszni rodzice (Les parents terribles)
- 1940 Piękny nieznajomy (Le bel indifférent)
- 1941 Maszyna do pisania (La Machine à écrire)
- 1944 Dwuglowy orzeł (L’Aigle à deux têtes)
- 1951 Bachus (Bacchus)

### Twórczość filmowa
Reżyseria
- tzw. „trylogia orficka”:
  - 1930 I. Krew poety (Le sang d’un poète)
  - 1950 II. Orfeusz (Orphée)
  - 1960 III. Testament Orfeusza (fr. Le testament d’Orphée)
- 1946 Piękna i bestia (La belle et la bête)
- 1947 Dwugłowy orzeł (L’Aigle à deux têtes)
- 1948 Straszni rodzice (Les parents terribles)
- 1949 Straszne dzieci (Les enfants terribles)

Scenariusz
- 1943 Wieczny powrót (L’eternal return)
- 1945 Damy z lasku bulońskiego (Les dames du bois de Boulogne)
- 1948 Ruy Blas (Jean Marais w roli Ruya Blasa)
- 1965 Tomasz Fantasta w reżyserii George’a Franju

### Pisma krytyczne i eseistyczne
- 1930 Opium, dziennik z kuracji odwykowej, wydanie polskie 1990
- 1926 Le rappel a l’ordre

### Książki przetłumaczone na język polski
Na język polski przetłumaczono zaledwie kilka dzieł poety. Pierwszym z nich jest Opium – dziennik z kuracji odwykowej (1930, wyd. polskie 1990), to autobiograficzna relacja z jego pobytu w klinice Saint-Cloud; książka jest pełna błyskotliwych anegdot i poglądów autora na temat sztuki oraz szczegółów z kuracji.
Drugą książką-powieścią w języku polskim jest Tomasz Fantasta (1923, wyd. polskie 1994), opisująca wydarzenia pierwszej wojny światowej, w której to pisarz dał portret Misi Godebskiej Sert, ówczesnej muzy Paryża. Dramat Orfeusz (1926, wyd. polskie 1933) jest jednym z kilku dzieł pisarza, którym autor zapoczątkował w literaturze XX wieku modę na wątki mitologiczne. Sztuki Orfeusz (1959, Teatr 13 Rzędów w Opolu, reż. Jerzy Grotowski) i Dwugłowy orzeł były wystawiane w polskich teatrach.

### Polska bibliografia
- Jean Cocteau Opium – dziennik z kuracji odwykowej, przekład Romuald i Anna Nowakowie, Wydawnictwo Literackie, Kraków 1990.
- Jean Cocteau Tomasz Fantasta, przekład Jolanta Sell, Wydawnictwo Cassiopeia, Kraków 1994.
- Jean Cocteau Kogut i arlekin. Zapiski wokół muzyki, przy współpracy Uty Hrehorowicz, Wydawnictwo C & D, Kraków 1995.
- Jean Marais Opowieści z mego życia, przekład Wojciech Gilewski, przekład poezji Jeana Cocteau Józef Waczków, Wydawnictwa Artystyczne i Filmowe, Warszawa 1993.

## Odniesienia w kulturze
Zespół muzyczny Cocteau Twins nawiązuje do Jeana Cocteau swoją nazwą.